# Süleyman Çelebi

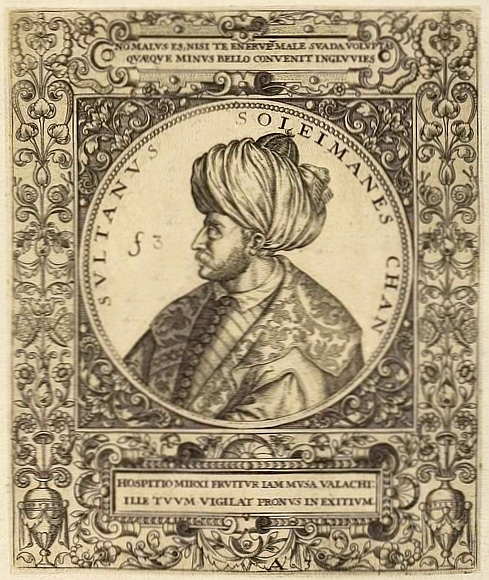
Grafik aus dem Klebeband Nr. 1 der Fürstlich Waldeckschen Hofbibliothek Arolsen: Aus europäischer Sicht wurde Süleyman nach Bayezids Tod als Sultan angesehen und damals zunächst als Süleyman I. gezählt

Süleyman Çelebi, auch Emîr Süleyman bin Bayezid, (* 1377; † 17. Februar 1411) war ein osmanischer Prinz und während des Osmanischen Interregnums einer der Thronprätendenten.

## Leben
Süleyman wurde 1377 als zweitältester Sohn von Sultan Bayezid I. geboren. Der Name von Süleymans Mutter ist nicht bekannt, aber die Namen der Brüder Isa, Mehmed, Musa, Kasım und Yusuf, sowie der Schwester Fatima. Yusuf ging nach dem Tod des Vaters nach Konstantinopel, wurde dort getauft und nahm den Namen Demetrios an. Bayezids älteste Sohn Ertuğrul fiel 1392 in der Schlacht bei Kırkdilim.
Entsprechend dem osmanischen Brauch, die Prinzen als Provinzgouverneure einzusetzen, wurde Süleyman nach der Eroberung der Gebiete von Karasi und Saruhan im Jahr 1390 zum Sandschakbey in der Region bestellt. Als Sultan Bayezid I. im Jahre 1393 durch einen Feldzug gegen Bulgarien einem Bündnis Bulgarien-Ungarn und dem Verlust der Kontrolle der unteren Donau zuvorkommen wollte, beauftragte er Süleyman mit der Durchführung seiner Pläne. Der Sohn zog an der Spitze eines Heeres nach Bulgarien und eroberte die Hauptstadt Tŭrnovo und die Städte Silistra, Widin und Nikopolis. Anschließend wurde er Sandschakbey von Kastamonu. Im Jahr 1398 brachte er nach einem Feldzug gegen die Aq Qoyunlu die Region um Sivas unter osmanische Herrschaft und blieb als Sandschakbey in Sivas, bis ihn das Vordringen des mongolischen Herrschers Timur im Jahr 1400 zum Rückzug zwang.
Süleyman kämpfte in der Schlacht bei Ankara im Jahr 1402 gegen Timur und übernahm das Kommando über die linke Flanke der osmanischen Armee. Die osmanischen Streitkräfte wurde vernichtend geschlagen und Süleyman flüchtete mit dem Wesir seines Vaters Çandarlı Ali Pascha nach Kallipolis in Rumelien, dem europäischen Teil des Reiches, dann in die Festung Anadoluhisar am Bosporus. Bayezid starb 1403 in mongolischer Gefangenschaft und hinterließ ein Machtvakuum. In der Folge herrschte Süleyman in Edirne über Rumelien, sein Bruder İsa Çelebi in Bursa über Westanatolien und Mehmed in Amasya über Zentralanatolien.
Im Jahr 1403 unterschrieb Süleyman mit dem byzantinischen Regenten Johannes VII. sowie Serbien, Venedig und Genua den Vertrag von Gallipoli. Süleyman gab die Stadt Thessaloniki und einige Gebiete entlang der ägäischen und der Marmarameeresküste an das Byzantinische Reich ab, verzichtete auf Tributzahlungen und sicherte sich dafür die Unterstützung der Byzantiner im Kampf um den Thron des Osmanischen Reiches. Anschließend deklarierte er sich in Edirne zum Sultan. Nachdem Timur bald nach Osten verschwunden und sein Reich nach seinem Tod 1405 auseinandergefallen war, übernahmen die Osmanen wieder zunehmend die Kontrolle in Anatolien.
Trotz der Unterstützung von Süleyman für İsa bezwang Mehmet seine Brüder im Jahr 1405/06 in mehreren Schlachten. Aus Angst vor der wachsenden Macht von Mehmed entschied sich Süleyman, die Dardanellen zu überschreiten und das Reich wiederzuvereinigen. Bald nahm er mit Bursa die anatolische Hauptstadt des Reiches ein und marschierte dann gegen die  oghusischen Beyliks von Aydin und Mentesche, die von Bayezid I. erobert worden waren, sich nach der Schlacht bei Ankara aber erhoben hatten. Anschließend eroberte er Ankara von Mehmed konnte dann aber nicht weiter vorrücken. Süleyman kehrte nach Bursa zurück und gab Mehmed damit die Möglichkeit, neue Kräfte zu sammeln. Mehmed schmiedete eine neue Allianz mit dem Bruder Musa Çelebi, der ebenfalls Thronanwärter war, und schickte den Bruder über die Wallachei in den europäischen Teil des Reiches. Nun musste Süleyman an zwei Fronten kämpfen. Er entschied, sich ganz auf den Kampf gegen Musa in Rumelien zu konzentrieren und verlor damit Anatolien aus dem Blick. Musa konnte auf die Unterstützung der Walachen und der Serben zählen und Süleyman auf Byzanz. Die Serben wechselten jedoch bald die Seiten und stießen zu Süleymans Streitkräften. So wurde Musa in der Schlacht von Kosmidion am 15. Juni 1410 besiegt. Doch Süleymans Interesse an der Thronbesteigung schien nachzulassen. Besonders nach dem Tod seines fähigen Wesirs Çandarlı Ali Pascha schien Süleyman eine zunehmende Gleichgültigkeit gegenüber Staatsangelegenheiten zu entwickeln, in Luxus zu schwelgen und verlor damit seine Anhänger. Sein Heer löste sich zunehmend auf. So fand Süleyman 1411, als Musa nach Edirne marschierte, fast keine Mitstreiter für den Kampf um die Hauptstadt und musste schließlich in byzantinische Gebiete fliehen. Auf dem Weg dorthin wurde er am 17. Februar 1411 ermordet.
Nach Süleymans Tod wurde Musa neuer Herrscher in Rumelien. Das Bündnis zwischen Mehmet und Musa brach allerdings bald auseinander und die beiden Brüder kämpften weiter bis zu Musas Niederlage und Tod am 5. Juli 1413 in der Schlacht von Çamurlu. Mehmed war damit alleiniger Herrscher des Osmanischen Reiches und bestieg als Mehmed I. den osmanischen Thron.

## Familie
Süleyman war zweimal verheiratet. Im Jahr 1403 heiratete er eine Tochter von Hilarion Doria und dessen Frau Zampia Palaiologina. Im Jahr 1404 heiratet er eine Tochter von Theodor I. Palaiologos. Über die Kinder ist wenig bekannt: Sein Sohn Şehzade Orhan Çelebi starb 1429, der Sohn Şehzade Mehmedşah im Jahr 1421. Die Tochter Paşamelek Hatun heiratete einen Sandschakbey.